# Большесафонинское сельское поселение
Большесафонинское се́льское поселе́ние — муниципальное образование в Называевском районе Омской области Российской Федерации.
Административный центр — село Путь Социализма.

## История
Статус и границы сельского поселения установлены Законом Омской области от 30 июля 2004 года № 548-ОЗ «О границах и статусе муниципальных образований Омской области».

## Население
| 2010 | 2011 | 2012 | 2013 | 2014 | 2015 | 2016 |
| ---- | ---- | ---- | ---- | ---- | ---- | ---- |
| 816  | ↘813 | ↘778 | ↘756 | ↘732 | ↘728 | ↘711 |
| 2017 | 2018 | 2019 | 2020 | 2021 | 2023 |      |
| ↘695 | ↘663 | ↘639 | ↘630 | ↘579 | ↘573 |      |

## Состав сельского поселения
| № | Населённый пункт | Тип населённого пункта       | Население |
| - | ---------------- | ---------------------------- | --------- |
| 1 | Большая Сафониха | деревня                      | ↘47       |
| 2 | Путь Социализма  | село, административный центр | ↘491      |
| 3 | Редкое           | деревня                      | ↘210      |
| 4 | Станкевичи       | деревня                      | ↘68       |